# Melodije morja in sonca 1990
XIII. Melodije morja in sonca so potekale 10. in 11. avgusta 1990 v Avditoriju Portorož (kot osrednja prireditev Portoroškega tedna in Portoroške noči). Prvi večer, ki ga je vodila Miša Molk, je bil tekmovalni del festivala, na katerem se je predstavilo 18 novih skladb, med preštevanjem glasov pa je nastopila skupina Moped Show, v soboto pa je sledila »Festivalska noč«, na kateri so nastopili nagrajenci petkovega večera in gostje Tajči, Riva, Vlado Kalember, Dino Dvornik, Urša (Drinovec), Helena Blagne & Nace Junkar, Boris Novković, Zlatko Pejaković ter skupina Pepel in kri.
Umetniški vodja festivala je bil Zlati Klun, njegov direktor pa Iztok Jelačin.

## Tekmovalne skladbe
Prvič so nastopili tudi predstavniki iz »alpskih in jadranskih« dežel (Angelo Baiguera, Bonanza Banzai, Ester Egli in Robin Jess), saj so organizatorji upali, da bi MMS postal mednaroden in se preimenoval v festival Alpe-Jadran.
| #   | Izvajalec                       | Naslov pesmi                   |
| --- | ------------------------------- | ------------------------------ |
| 1.  | Pink Panter                     | Bye, bye Matilda               |
| 2.  | Pop design                      | Mini krilo                     |
| 3.  | Helena Blagne in Don Juan       | Adijo, piši mi                 |
| 4.  | Freddy (& Zebra Imago)          | Polna luna                     |
| 5.  | Ne joči Peter                   | Odpoljubi mi nasmeh            |
| 6.  | Top Express                     | Ljetna ljubav                  |
| 7.  | Simona Weiss                    | Nebo naj te čuva               |
| 8.  | Nace Junkar                     | Slovenski mornar               |
| 9.  | Stane Vidmar                    | Tri grenke solze               |
| 10. | Roberto (Buljevič)              | Tutti noi                      |
| 11. | Tomislav Ivčić                  | Questo mare                    |
| 12. | Jasmin Stavros                  | Tek danas znam                 |
| 13. | Vlado Kalember                  | Ma, ja!                        |
| 14. | Ksenija Erker                   | Ja te volim najviše na svijetu |
| 15. | Agropop                         | Kdo je ustrelil kuharja?       |
| 16. | Big Ben                         | Rdeče vrtnice                  |
| 17. | Angelo Baiguera (Trst, Italija) | Bella                          |
| 18. | Bonanza Banzai (Madžarska)      | Come on and start the banzai   |
| 19. | Ester Egli (Bavarska, ZRN)      | La stella delle Alpi           |
| 20. | Robin Jess (Avstrija)           | The tea, the sunshine and you  |

Skupina Pop Design in Tomislav Ivčić sta bila tik pred začetkom festivala (pol ure) diskvalificirana. Pop Design so svojo skladbo Mini krilo namreč že izdali na kaseti (skladbe niso smele biti predvajane pred javno izvedbo na festivalu), Tomislav Ivčić pa je Questo mare izvajal na MMS-u že pred leti, le da je tokrat spremenil aranžma. Tako se je namesto 20 predstavilo le 18 skladb.
V nekaterih virih se (napačno?) med nastopajočimi navaja tudi Miran Zadnik.

## Nagrade
Nagrada občinstva
- Slovenski mornar (Oto Pestner) – Nace Junkar

Nagrada strokovne žirije
- Bella – Angelo Baiguera

Nagrada za najboljši aranžma
- Hrvoje Hegedušić za pesem Ja te volim najviše na svijetu (Ksenija Erker)

Nagrada za najboljšo interpretacijo
- Roberto (Tutti noi)

Nagrada za najboljšega primorskega izvajalca
- Roberto (Tutti noi)

Nagrada za najboljše besedilo
- Nevio Kastelic za pesem Odpoljubi mi nasmeh (Ne joči Peter)